# Fytoftoroza drzew

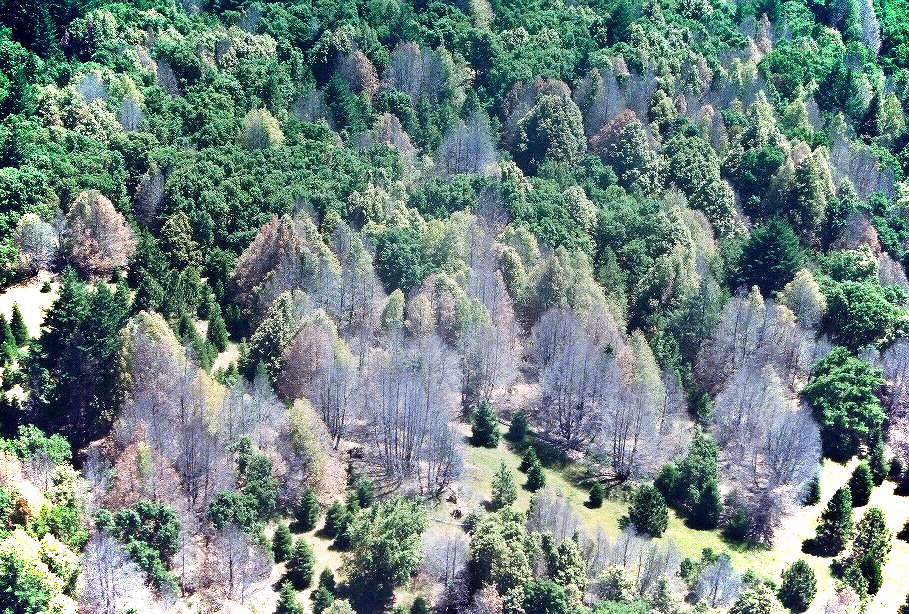
Nagłe zamieranie dębów w USA

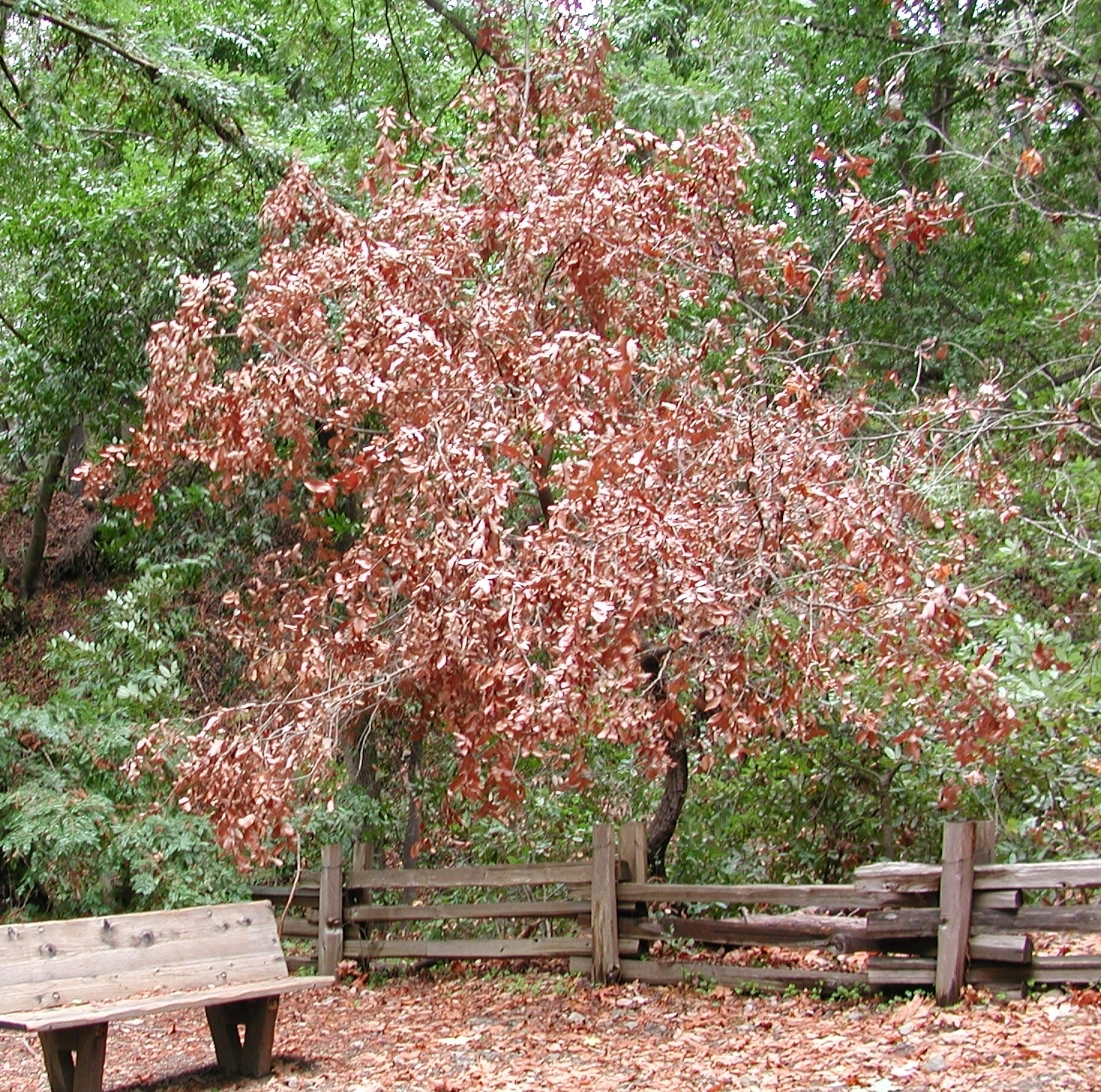
Drzewko obumarłe w wyniku fytoftorozy

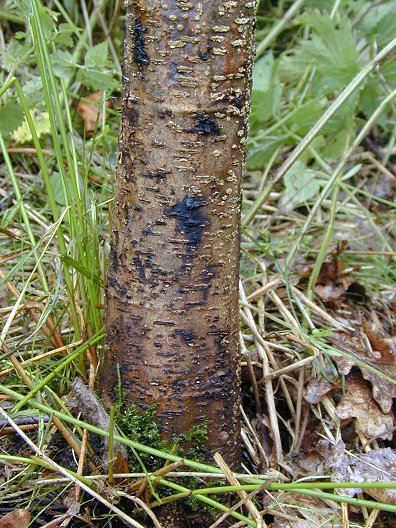
Nekroza na pniu olszy

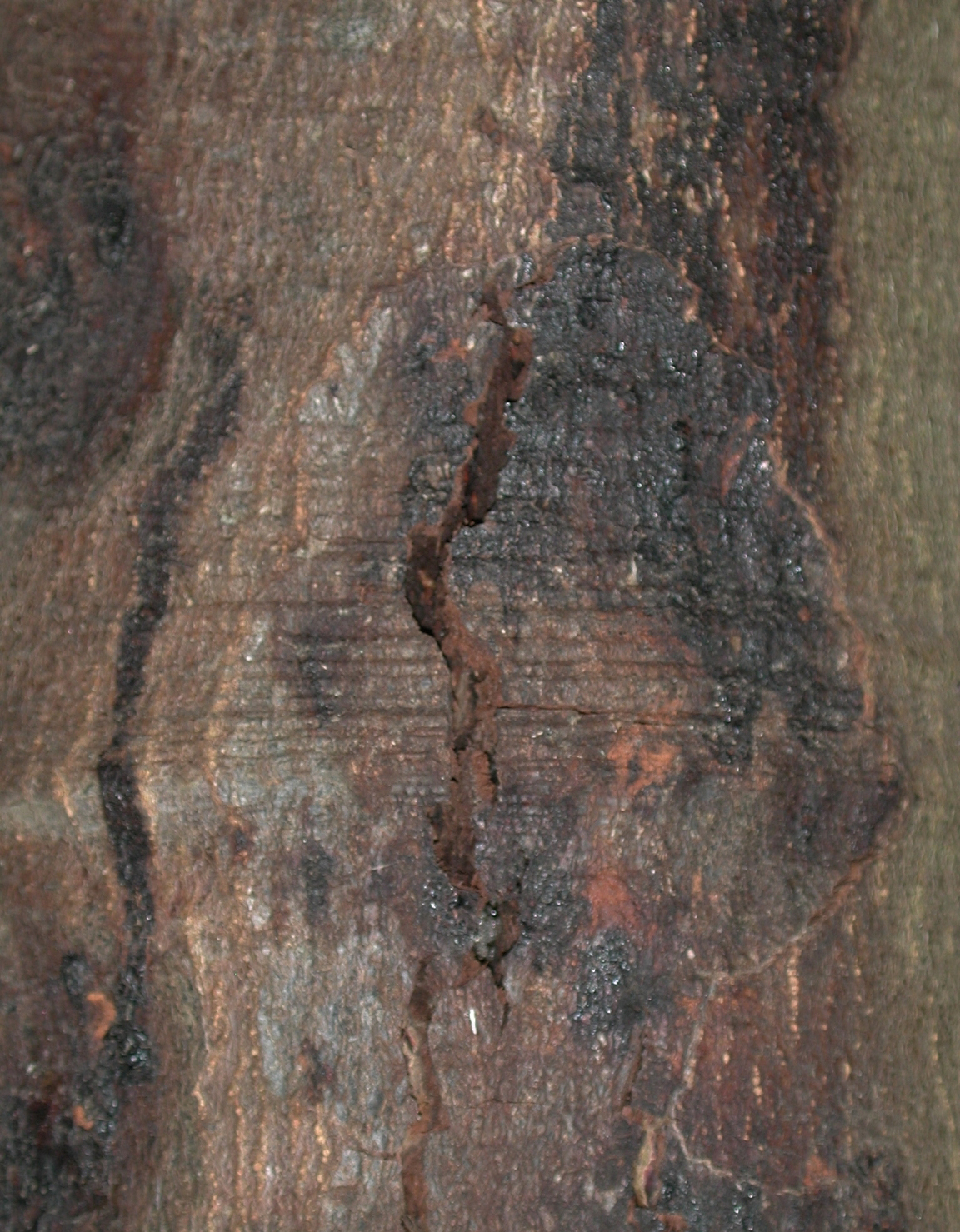
Nekroza na pniu Lithocarpus densiflorus

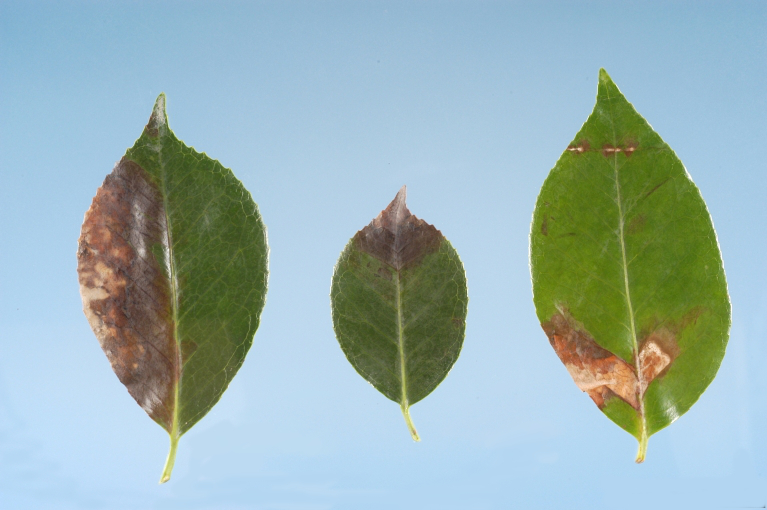
Objawy fytoftorozy drzew na liściach kamelii japońskiej

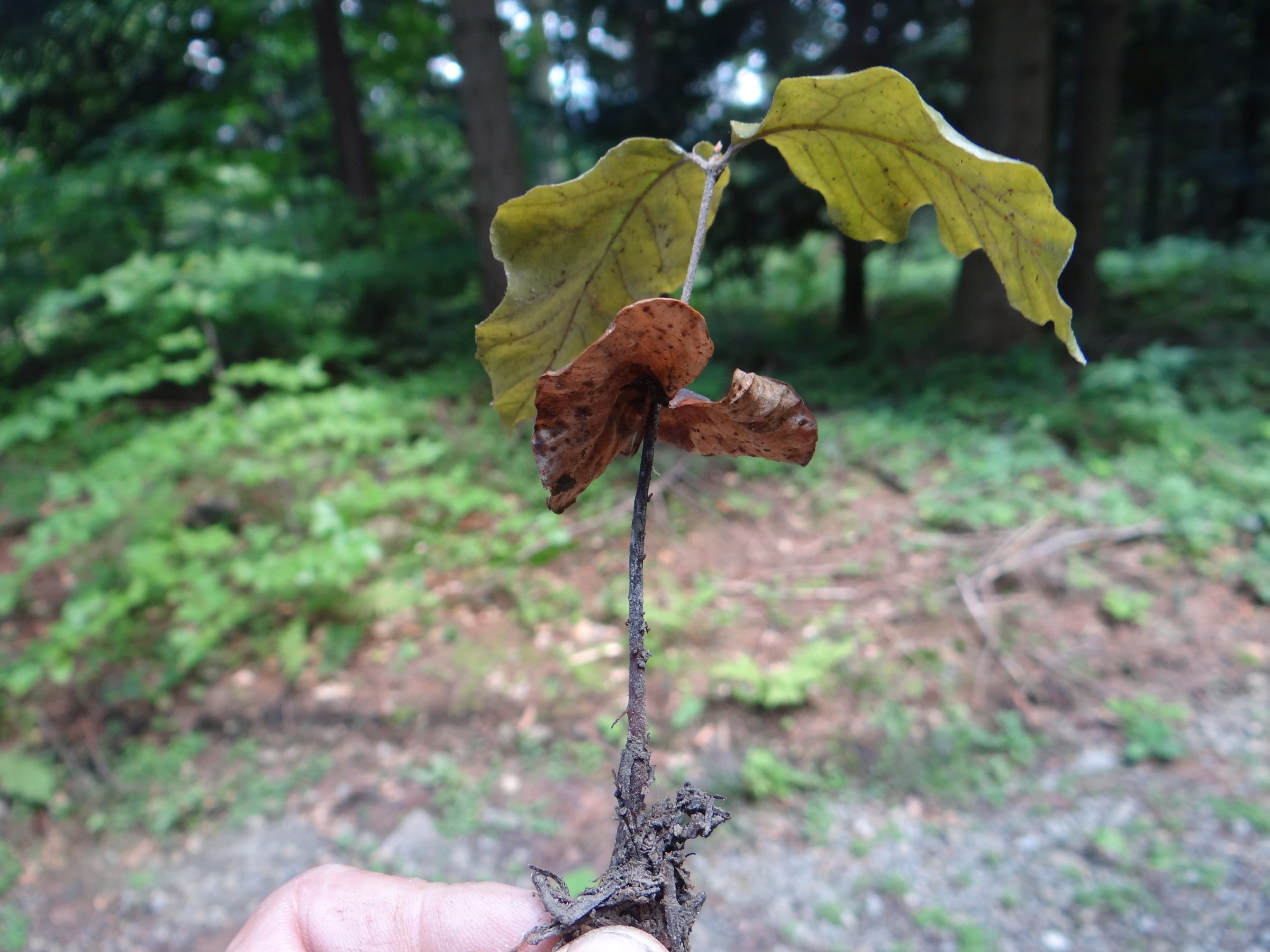
Fytoftoroza siewki buka

Fytoftoroza drzew (ang. Littleleaf disease) – choroba drzew wywołana przez zaliczane do lęgniowców grzybopodobne gatunki organizmów z rodzaju Phytophthora. Zaliczana jest do grupy fytoftoroz. W Polsce do tej pory zidentyfikowano następujące wywołujące ją gatunki: P. alni, P. cactorum, P. cambivora, P. cinnamomi, P. citricola, P. citrophthora, P. cryptogea i P. ramorum.

## Historia
Jest to choroba badana od stosunkowo niedawna. Po raz pierwszy opisano ją w USA  jako nagłe zamieranie dębów. W ciągu dwóch lat od pojawienia się objawów choroba ta powodowała obumieranie całych drzew. Była to fytoftoroza wywoływana przez gatunek Phytophthora ramorum. W ciągu 10 lat choroba rozprzestrzeniła się wzdłuż wybrzeża USA i Kanady na długości około 1200 km, wystąpiła także w stanach Waszyngton i Oregon. W Europie najpierw zaobserwowano występowanie tego patogena na różanecznikach i kalinie bodnateńskiej, później także na buku, dębie korkowym i kilkudziesięciu innych gatunkach drzew. Pod koniec lat 90. XX wieku w Anglii zaobserwowano nagłe zamieranie olszy spowodowane przez Phytophthora alni. Choroba ta bardzo szybko rozprzestrzeniła się w całej Europie.

## Znaczenie
Fytoftoroza drzew atakuje liczne gatunki drzew i w leśnictwie stanowi duże zagrożenie. Znana jest również w sadownictwie. Tu występuje u wszystkich gatunków drzew ziarnkowych i drzew pestkowych i nazywana jest zgnilizną pierścieniową podstawy pnia drzew owocowych.
Gatunki z rodzaju Phytophthora rozprzestrzeniają się głównie przez wodę. Atakują roślinę przez system korzeniowy lub nasadę łodygi. Połączenie sieci wodnych różnych krajów powoduje, że z łatwością przedostają się przez granice państwowe. Rozprzestrzeniane bywają także wraz z importowanymi sadzonkami drzew.
Choroba atakuje drzewa w każdym wieku, począwszy od kiełkujących siewek po stare drzewa. Typowymi objawami fytoftorozy drzew są: zgorzel siewek (zarówno przedwschodowa, jak i powschodowa), zgnilizna korzeni, brunatnienie podstawy pędu, mokre wycieki na pniu, nekroza, usychanie liści i obumieranie drzew.
W Polsce dopiero po 2000 r. rozpoczęto na większą skalę badanie patogenów wywołujących tę chorobę. Udało się z Unii Europejskiej pozyskać fundusze na finansowanie tych badań. Na I międzynarodowej konferencji w Jedlni koło Radomia powołano zespół naukowców z 20 krajów, którzy wspólnie mają pracować nad rodzajem Phytophthora.

## Fytoftorozy poszczególnych drzew
Fytoftoroza brzozyWywołują ją  P. cactorum i P. citricola. Na młodych siewkach następuje ich zbrązowienie lub zbrunatnienie, na starszych żółknięcie liści i zamieranie pędu. U roślin 1-2 letnich żółkną i brązowieją liście, system korzeniowy jest słabo rozwinięty, czasami brunatnieje pęd u nasady. Wśród starszych drzew następuje zamieranie całych konarów i partii korony. Na pniach, na wysokości do kilku metrów nad ziemią pojawiają się czarne, nieregularne i mokre plamy. Czasami wypływa z nich ciecz, która cieknąc po pniu pozostawia brunatne zacieki. W nasadzie pnia po ściągnięciu kory widoczne jest zbrunatniałe drewno, a korzenie brunatnieją i rozpadają się.
Fytoftoroza bukaWywołują ją P. cactorum, P. citricola i P. cambivora. Pęd i korzenie siewek brunatnieją jeszcze przed ukazaniem się na powierzchni ziemi.Na starszych siewkach następuje przewężenie pędu i również jego brunatnienie, później brązowienie liści i zamieranie pędu. Na korzeniach siewek widoczna jest zgnilizna korzeni, zazwyczaj tylko na ich części. Na kilkuletnich drzewkach następuje brązowienie liści i zamieranie całych pędów. U podstawy pnia można dostrzec zbrunatnienie, stopniowo rozszerzające się do góry oraz czarne, nieregularne plamy, na których czasami następuje wyciek bursztynowej cieczy. U starszych drzew początkowo następuje obumieranie konarów, później całych partii korony i wreszcie całego drzewa. Korzenie stopniowo zamierają.
Fytoftoroza dębuWywołują ją P. cactorum, P. cinnamomi, P. citricola, P. quercina. Objawy: zgorzel siewek przedwschodowa i powschodowa, żółknięcie i brązowienie liści siewek, zgnilizna ich korzeni i podstawy pędu. Porażone siewki łatwo wyciągają się z ziemi. U kilkuletnich drzew zgnilizna u nasady pędu, początkowo punktowa, później rozprzestrzeniająca się na cały obwód pnia. Na pniach starszych drzew nekroza rozszerzająca się od podstawy pnia w górę, w końcu obejmująca cały pień. Często pojawiają się czarne plamy wydzielające ciemnobursztynowe krople cieczy.
Fytoftoroza jarząbuWywołuje ją P. cactorum. Liście siewek czerwienieją. Część korzeni gnije. Na drzewach u nasady pędu pojawia się czerwonobrunatna zgnilizna, zazwyczaj po jednej stronie pędu. rozszerzająca się w górę pnia. Liście po jednej stronie drzewa żółkną, brunatnieją i drzewo stopniowo zamiera, najpierw z jednej strony, potem całe. Na obumarłym drzewie u nasady pnia występują czerwonobrunatne, martwe tkanki.
Fytoftoroza jesionuWywołuje ją P. citricola. U siewek liście żółkną, potem brunatnieją. Siewki zamierają. Ich korzenie są zredukowane, zbrunatniałe, podstawa pędu gnije. Na drzewach u nasady pnia występuje zgnilizna i pękanie kory, następuje zahamowanie wzrostu drzewa, jaśnienie liści i zamieranie korony po tej stronie, gdzie jest plama u nasady pnia.
Fytoftoroza jodłyWywołuje ją P. citricola. Igły siewek i kilkuletnich drzewek żółkną, potem brązowieją. Siewki zamierają. U nasady pnia młodych drzewek tworzy się nekroza. Cały pęd brunatnieje i drzewko obumiera. Pod jego korą u nasady pnia czerwonobrunatne tkanki. U kilku i kilkunastoletnich drzew igły na wierzchołkach pędu brunatnieją, a pędy zawijają się w dół. Zgnilizna rozszerza się od nasady pnia na wysokość kilkudziesięciu centymetrów nad ziemię i roślina obumiera. W czasie letniej i deszczowej pogody odbywa się to bardzo szybko.
Fytoftoroza klonuWywołują ją P. cactorum, P. cambivora. Liście siewek żółkną i brązowieją. Na najniższych liściach pojawia się nekroza, zaczynająca się od ogonka liściowego i rozprzestrzeniająca się stopniowo na całą niemal blaszkę. System korzeniowy brunatnieje, podstawa pędu gnije. Drzewka zamierają, ale czasami z nasady pnia spod ziemi wybijają nowe pędy. Korzenie tych roślin po wykopaniu z ziemi okazywały się zdrowe. Na starszych drzewach występuje silne zahamowanie wzrostu i obumieranie części korony po tej stronie, gdzie u nasady pędu występuje nekroza. Po ścięciu takiego porażonego klonu zauważone, że jego tkanki uległy nekrozie na głębokość 5 cm poza widocznym zasięgiem zgnilizny. Wykryto w nich P. cambivora.
Fytoftoroza modrzewiaWywołują ją P. cactorum, P. citricola. U siewek liście zółną i brązowieją, korzenie brunatnieją. Tkanki u nasady pędu zmieniają barwę na brązową. U drzew kilkunastoletnich igły początkowo są jasnozielone, ale w drugim lub trzecim roku żółkną i brązowieją, drzewa zaś zamierają. U takich drzew korzenie są zbrunatniałe i zaczynają ulegać rozpadowi.
Fytoftoroza lipyWywołuje ją P. cactorum. Liście siewek żółkną i brązowieją. Na najniższych liściach pojawia się nekroza, zaczynająca się od ogonka liściowego i rozprzestrzeniająca się stopniowo na całą niemal blaszkę. Na drzewach kilku i kilkunastoletnich następuje porażenie podstawy pnia. Wskutek tego z szyjki korzeniowej zaczynają wyrastać żółtawe pędy. Na drzewach kilkunastoletnich żółkną liście, a kora u podstawy w jednym miejscu pnia brunatnieje. Pod korą czerwonobrunatna zgnilizna rozszerzająca się w górę pnia. Podobne objawy występują nu podstawy pnia  drzew kilkudziesięcioletnich. Drzewa takie rosną wolno i w końcu obumierają.
Fytoftoroza olszyWywołują ją P. alni, P. cactorum, P. cambivora, P. citricola. U kilkumiesięcznych siewek żółkną i zamierają liście na szczycie pędów. Najmłodsze korzenie brunatnieją. Na drzewach kilkuletnich i kilkunastoletnich żółkną i opadają liście, zaś u nasady pędu następuje zbrunatnienie tkanek i zaczynają wyrastać korzenie przybyszowe. U nasady pnia powstaje zgnilizna, a powyżej niej czarne i wilgotne plamy, często łączące się z sobą. Tkanki pod nimi są czerwonobrunatne, a wokół nich powstaje nekroza. Czasami na młodych pniach drzew kora podłużnie pęka, a z czarnych plam sączy się ciemnobrunatna ciecz. Liście opadłe z chorych drzew często mają czarne i nieregularne plamy. W początkowym okresie rozwoju choroby drzewa tworzą bardzo liczne szyszki, a ich liście są drobne i jasnozielone. W miarę rozwoju choroby następuje przerzedzenie korony, drzewo stopniowo traci liście, gałęzie i obumiera.
Fytoftoroza sosnyWywołują ją P. cactorum, P. cinnamomi, P. citricola. Igły siewek najpierw żółkną a potem brązowieją, korzenie rozpadają się i siewki zamierają. U drzew kilkunastoletnich żółkną i brunatnieją igły, ale utrzymują się na drzewie przez kilka miesięcy. Rozpadają się młodsze korzenie. U podstawy pnia pojawia się brunatna plama rozszerzająca się ku górze. Pod korą plamy w wyniku zgnilizny tkanki czerwienieją, a potem brunatnieją.
Fytoftoroza świerkaWywołują ją P. cactorum, P. citricola, P. citrophthora, P. cryptogea. U siewek igły żółkną, następuje zgnilizna korzeni i podstawy pędu. U kilkuletnich drzew najpierw żółkną, potem brązowieją igły, przy czym objawy te rozprzestrzeniają się od wierzchołka w dół. U podstawy pnia brunatna plama rozszerzająca się ku górze. Początkowo zamiera część korony po tej stronie co plama, potem jednak zamiera całe drzewko. U drzew kilkudziesięcioletnich żółkną i brunatnieją igły. Drzewa takie są łatwiej od zdrowych wywracane przez silne wiatry. Na wyrwanych z ziemi korzeniach można dostrzec zbrunatniałe korzenie. Podczas deszczowej i cieplej pogody P. citricola powoduje brązowienie najmłodszych przyrostów pędu.